# اليوم العالمي للقابلات

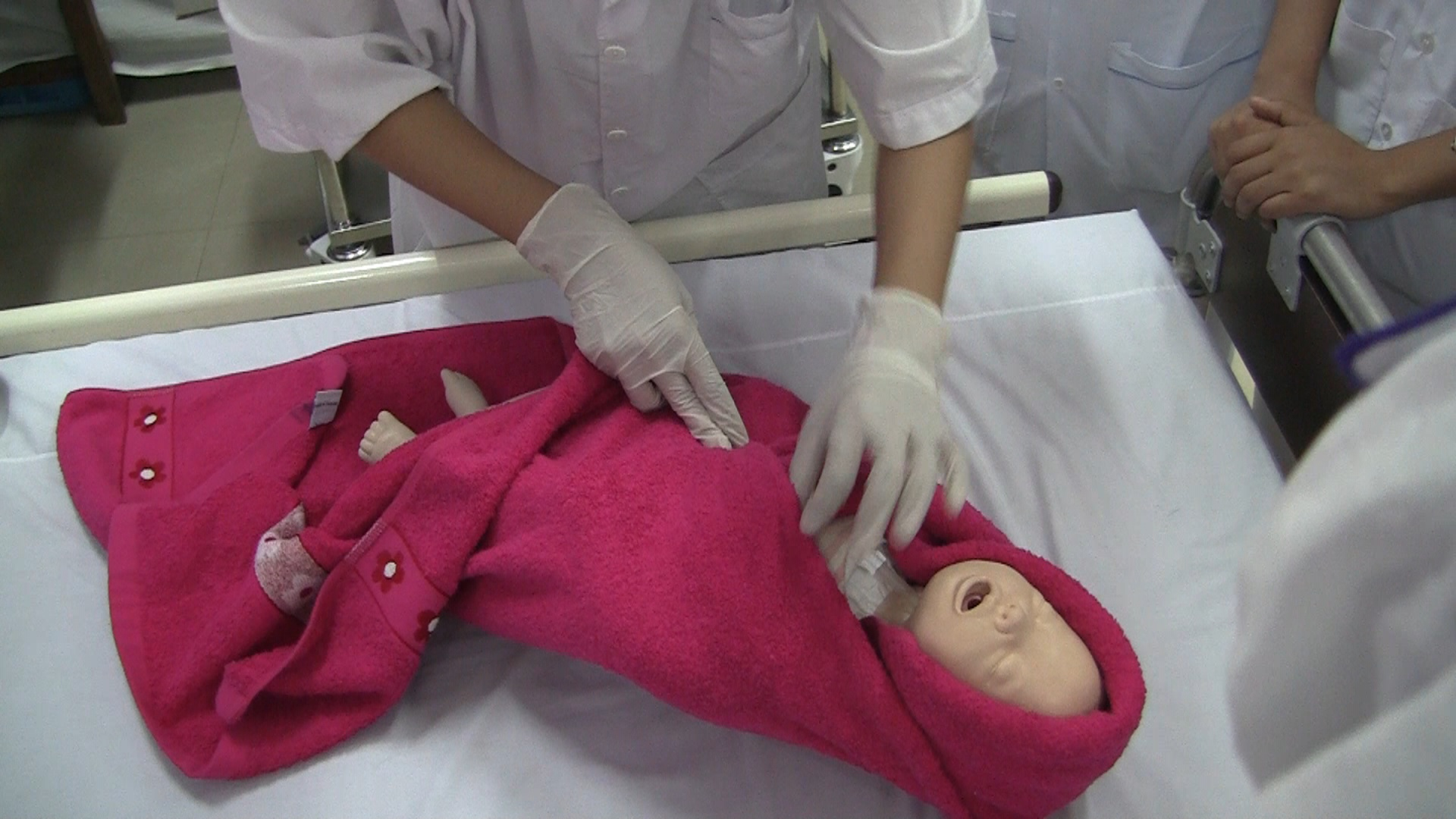

اليوم العالمي للقابلات تم الاحتفال به لأول مرة في الخامس من مايو عام 1991 واعترفت به أكثر من خمسين دولة حول العالم. فكرة تخصيص يوم للاعتراف بالقابلات وتكريمهن خرجت من مؤتمر الاتحاد العالمي للقابلات عام 1987 في هولندا. عام 2014 تم الاحتفال به في إيران، ونيوزيلندا، وأيضًا في دول أخرى.